# Nathaniel Prentiss Banks
Nathaniel Prentiss Banks (sinh ngày 30 tháng 1, 1816, mất ngày1 tháng 9, 1894 (78 tuổi)) là chính khách, sĩ quan Hoa Kỳ, từng làm Thống đốc bang Massachusetts, Phát ngôn viên của Quốc hội Hoa Kỳ, và là tướng chỉ huy trong quân đội Liên bang miền Bắc thời Nội chiến Hoa Kỳ.

## Chính trị
Banks sinh tại Waltham, Massachusetts, con đầu lòng của ông Nathaniel P. Banks, Sr., và bà Rebecca Greenwood Banks. Banks học trường làng và từ bé đã đi làm tại xưởng dệt, chuyên lượm nhặt các cuộn chỉ (tiếng Anh: bobbin) do đó ông có được biệt hiệu Bobbin Boy Banks. Sau đó, Banks làm thợ máy, biên soạn báo chí và học luật. Ông đỗ bằng luật sư khi 23 tuổi. Banks có giọng nói lớn, giỏi biện thuyết trước công chúng. Ngày 11 tháng 4 1847 ông cưới vợ là Mary Theodosia Palmer.